# Dhorpatan
Dhorpatan (en népalais : ढोरपाटनी) est une municipalité du Népal située dans le district de Baglung. Au recensement de 2011, elle comptait 26 215 habitants.
Elle regroupe les anciens comités de développement villageois de Devisthan, Boharagaun, Bungadovan et d'une partie d'Arjewa.